# Kamienica przy ul. Kościuszki 6 w Iławie

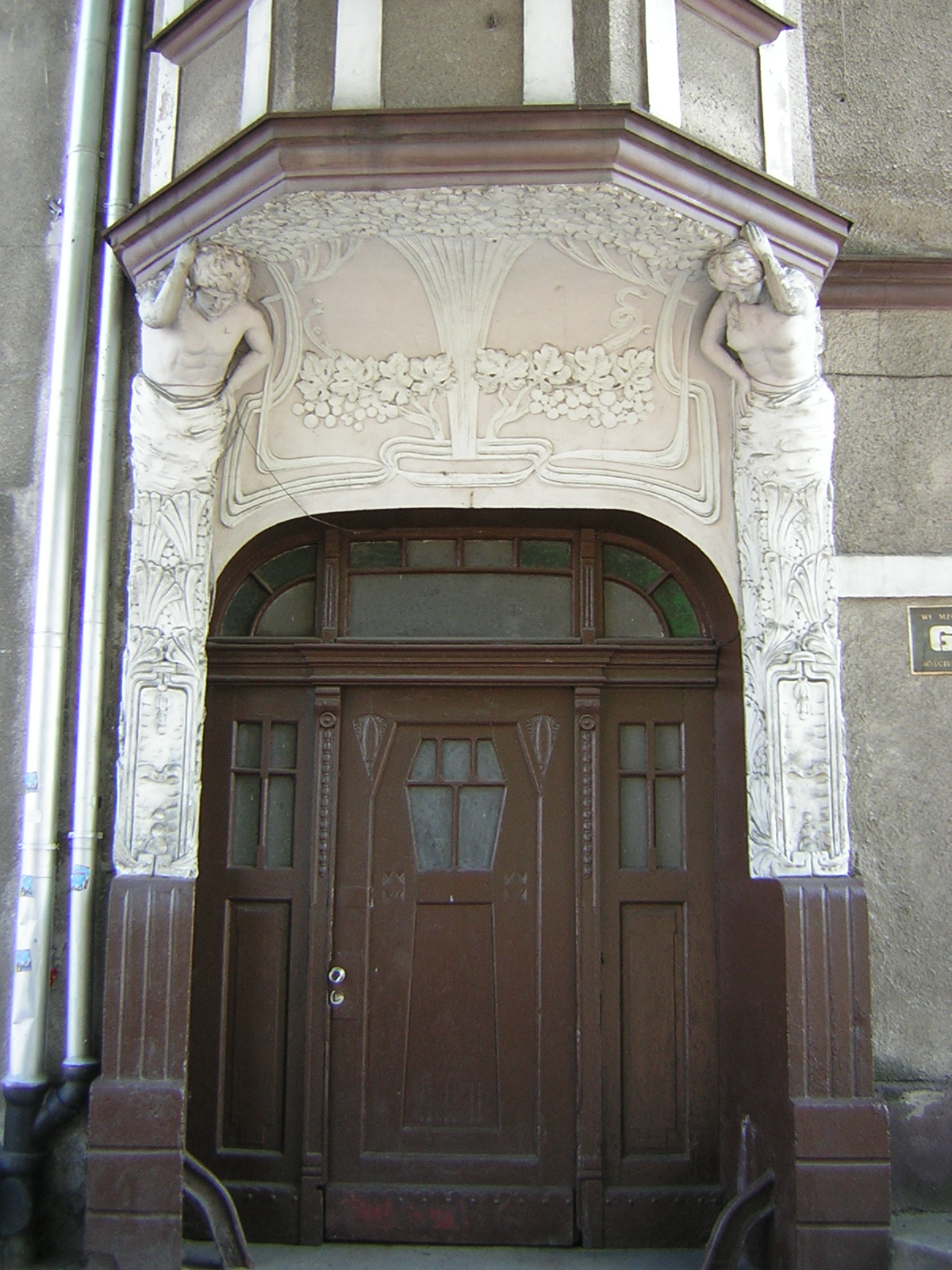
Dwie hermy na kamienicy przy ul. Kościuszki 6

Kamienica przy ul. Kościuszki 6 – zabytkowa kamienica z 1910 położona w Iławie przy ul. Kościuszki 6.
Bryła budynku usytuowana jest na planie trapezu, posiada część podpiwniczoną oraz poddasze mające charakter mieszkalny. Najciekawszymi elementami architektonicznymi są przede wszystkim drzwi wejściowe, trójczłonowe z przeszklonym nadświetlem. Zamknięte są łukiem koszowym, po bokach którego umieszczono dwie hermy. Obydwie rzeźby podtrzymują znajdujący się powyżej wykusz, a w polu pomiędzy nimi znajduje się bardzo bogata dekoracja roślinna złożona z motywu gałęzi oraz liści kasztanowca i klonu. W górnej części elewacji (w części dachu) znajduje się secesyjny szczyt z datą 1910, nad którą znajduje się dekoracja skomponowana z muszli oraz płaskorzeźbionej twarzy. Obecnie znajdują się wewnątrz pomieszczenia mieszkalne. Budynek wpisany jest do rejestru zabytków pod numerem 1540 z 18.03.1987.